# Maccabi Cernăuți
Maccabi Cernăuți (în germană Sport- und Turnverein Makkabi Czernowitz, în ebraică מועדון הכדורגל מכבי טשערנאװיץ, transliterat Moadon HaKaduregel Maccabi Tsernowiț, în ucraineană Маккабі Чернівці) a fost un club evreiesc de fotbal din Cernăuți (pe atunci în România, azi în Ucraina). Clubul a devenit campion al Bucovinei în 1920, 1927, 1931 și 1932, participând în trei sezoane în Divizia A (prima ligă de fotbal a României). A fost desființat înaintea celui de-al doilea război mondial.

## Istoric
Clubul Maccabi Cernăuți a fost înființat în anul 1909 cu denumirea de Wanderbund Blau-Weiß Czernowitz (în română Asociația de drumeții albastru-alb din Cernăuți). În mai 1910 a fost înființat clubul sportiv Sportklub Hakoah Czernowitz, care a fost redenumit în 1914 Sport- und Turnverein Makkabi Czernowitz (în română Asociația sportivă și de gimnastică Maccabi Cernăuți). 
Echipa de fotbal a participat din anul 1920 la Campionatul Regional al Bucovinei. În anul 1919 clubul a devenit vicecampion neoficial al Bucovinei, iar în anul următor a obținut primul titlu oficial din Bucovina. Apoi a jucat în liga I a Campionatului Regional al Bucovinei, obținând un loc 3, un loc 4 și fiind de 4 ori vicecampioană regională. În sezonul 1926-1927, devenind campioană regională, Maccabi Cernăuți s-a calificat la turneul final al Campionatului României, unde a fost eliminată în meciul de baraj. După ce timp de trei ediții a terminat pe podium, echipa a devenit campioană a Bucovinei în două sezoane consecutive (1930-1931 și 1931-1932), fiind învinsă în semifinale de Societatea de Gimnastică Sibiu, respectiv de Venus București. La 25 februarie 1932, Hakoah Cernăuți (reînființat în jurul anului 1920) a fuzionat cu Maccabi Cernăuți, jucând sub numele de Maccabi în sezoanele următoare. 
După câteva sezoane mai slabe Maccabi Cernăuți a devenit vicecampioană regională în 1935. În anul 1937 clubul a ajuns în Divizia C (liga a III-a), dar din 1938 această divizie a fost temporar desființată, iar echipa a ajuns să joace în Campionatul județului Cernăuți. După ce trupele rusești au ocupat orașul în iunie 1940, clubul a fost desființat.

## Stadion

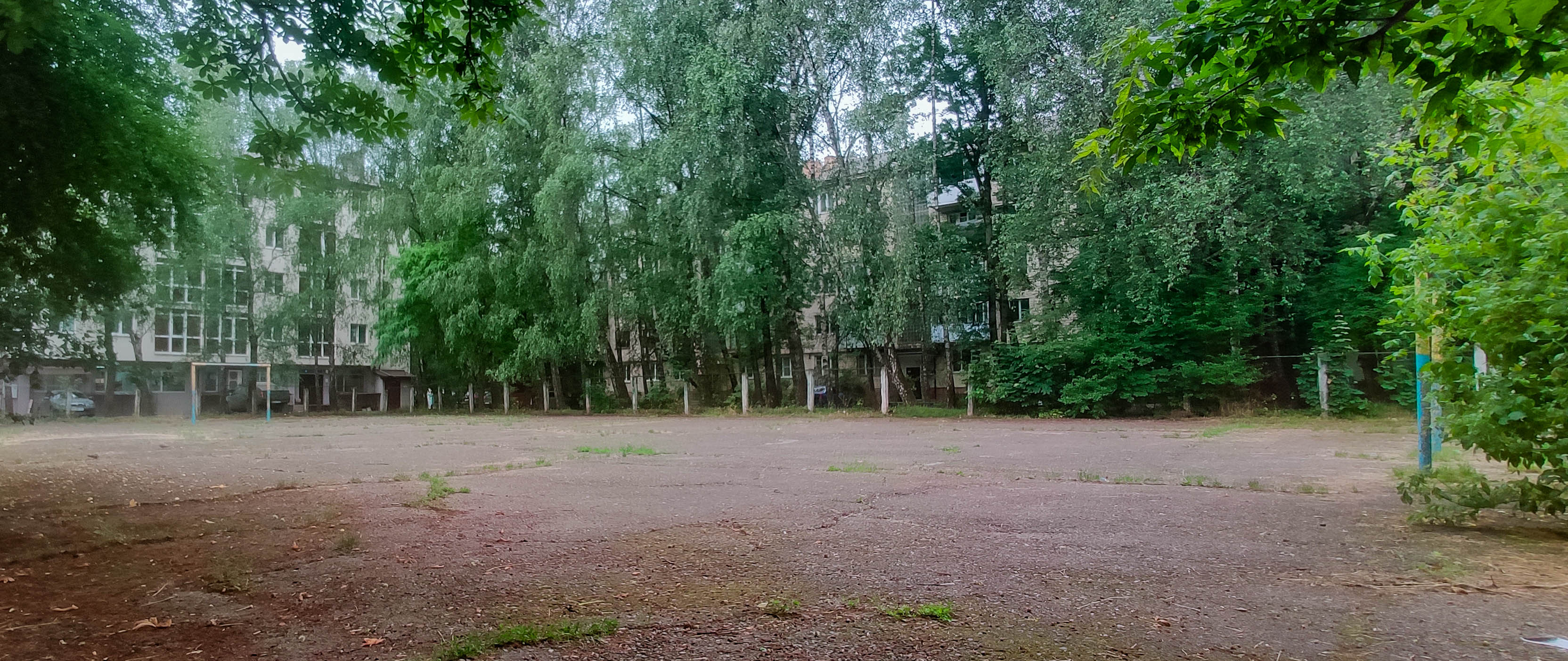
Astăzi, pe locul fostului stadion se află un teren de sport

Până în anul 1913 Maccabi Cernăuți nu a avut un stadion propriu. În perioada 1910-1913 echipa a jucat meciurile de acasă pe pajiștile din cartierele Horecea și Roșa, iar între 1913 și 1914 pe terenul de la Tivoli. Din primăvara anului 1919 până la 8 iulie 1922, clubul nu a avut din nou propriul stadion și a jucat meciurile de acasă pe stadionul Boisko Polskie al clubului Polonia Cernăuți.
La data de 9 iulie 1922 a fost pus la dispoziție terenul Makkabiplatz. Dimensiunile sale erau de 65x105 m. Recordul de spectatori a fost înregistrat în data de 3 septembrie 1922 la meciul România - Polonia 1:1 (0:1), la care au asistat 12.000 spectatori. După renovarea din primăvara anului 1929, s-a înregistrat o participare de 10.000 de spectatori la meciul amical din 23 iunie 1929 dintre selecționata orașului Cernăuți și echipa SC Hakoah Viena, terminat cu scorul de 0:0.

## Rezultate obținute
Echipa a jucat în Campionatul Regional al Bucovinei, locul 1 obținut în această competiție conferindu-i dreptul de a participa la turneul final al Campionatului României. 
| Sezon   | Clasare |
| ------- | --- |
|         | |
| 1919    | Vicecampioană neoficială a Bucovinei |
| 1920    | Campioană regională a Bucovinei |
| 1921    | Locul 3 în Campionatul Bucovinei |
| 1922    | Locul 4 în Campionatul Bucovinei și calificare în nou-înființata ligă I a Campionatului Bucovinei                                                   |
| 1922/23 | Locul 2 în liga I a Campionatului Bucovinei |
| 1923/24 | Locul 2 în liga I a Campionatului Bucovinei |
| 1924/25 | Locul 2 în liga I a Campionatului Bucovinei |
| 1925/26 | Locul 2 în liga I a Campionatului Bucovinei |
| 1926/27 | Locul 1 în liga I a Campionatului Bucovinei și participare la turneul final al Campionatului României (sezonul 1926-1927)                           |
| 1927/28 | Locul 2 în liga I a Campionatului Bucovinei |
| 1928/29 | Locul 3 în liga I a Campionatului Bucovinei |
| 1929/30 | Locul 3 în liga I a Campionatului Bucovinei |
| 1930/31 | Locul 1 în liga I a Campionatului Bucovinei, campioană a Ligii de Est și participare la turneul final al Campionatului României (sezonul 1930-1931) |
| 1931/32 | Locul 1 în liga I a Campionatului Bucovinei, campioană a Ligii de Est și participare la turneul final al Campionatului României (sezonul 1931-1932) |
| 1932/33 | Locul 4 în liga I a Campionatului județean Cernăuți                                                                                                 |
| 1933/34 | Locul 4 în liga I a Campionatului județean Cernăuți (la egalitate de puncte și de golaveraj cu CFR Cernăuți)                                        |
| 1934/35 | Locul 2 în liga I a Campionatului județean Cernăuți                                                                                                 |
| 1935/36 | Locul 3 în liga I a Campionatului județean Cernăuți                                                                                                 |
| 1936/37 | Locul 5 în liga I a Campionatului județean Cernăuți și promovare în Divizia C                                                                       |
| 1937/38 | Locul 5 în Divizia C, care a fost desființată temporar după acest sezon                                                                             |
| 1938/39 | Locul 5 în liga I a Campionatului județean Cernăuți                                                                                                 |
| 1939/40 | Locul 5 în liga I a Campionatului județean Cernăuți (nu se cunosc toate rezultatele)                                                                |

### Participări în Divizia A
În sezonul 1926-1927, Maccabi Cernăuți s-a calificat la turneul final al Campionatului României, în calitate de campioană a Bucovinei. Meciuri jucate:
- meci de baraj (Chișinău, 3 iulie 1927) Mihai Viteazul Chișinău - Maccabi Cernăuți 6:0 (3:0)

În sezonul 1930-1931, Maccabi Cernăuți s-a calificat la turneul final al Campionatului României, în calitate de campioană a Ligii de Est. Meciuri jucate:
- semifinale (Sibiu, 14 iunie 1931) Societatea de Gimnastică Sibiu - Maccabi Cernăuți 4:2 (3:0)

În sezonul 1931-1932, Maccabi Cernăuți s-a calificat la turneul final al Campionatului României, în calitate de campioană a Ligii de Est. Meciuri jucate:
- semifinale (București, 19 iunie 1932) Venus București - Maccabi Cernăuți 5:0 (3:0)

### Performanțe
- Campioană a Bucovinei: 1920, 1922 (primăvara), 1927, 1931, 1932
- semifinalistă a Campionatului României: 1932

## Fotbaliști celebri
- ROU  AUT Isidor Gansl - unicul jucător de la Maccabi care a jucat în echipa națională de fotbal a României